# Lethrus fallax
Lethrus fallax is een keversoort uit de familie mesttorren (Geotrupidae). De wetenschappelijke naam van de soort werd in 1975 gepubliceerd door Nikolajev.